# معيصرة (منبج)
معيصرة قرية سوريّة تتبع إداريّاً لمحافظة حلب منطقة منبج ناحية مركز منبج، بلغ تعداد سكانها 164 نسمة حسب التعداد السكاني لعام 2004.